# Batalla de Mobile
|  | Per a altres significats, vegeu «batalla de la badia de Mobile». |

La batalla de Mobile va ser part de la contraofensiva del Regne de la Gran Bretanya per recuperar la ciutat, capturada per l'exèrcit espanyol després de la batalla de Fort Charlotte, en el context de la Guerra d'Independència dels Estats Units.
El 7 de gener de 1781 l'atac britànic va destrossar la coordinada defensa espanyola. Les autoritats, des de la Capitania General de Cuba, per suportar l'atac anglès, van enviar forces addicionals amb la intenció d'aguantar el temps que fos necessari sense que caigués la plaça. Els britànics, mentrestant, calculant les quantioses pèrdues en homes i oficials, van fugir de nou a la seva base principal a Pensacola.
El governador espanyol de la Louisiana, mariscal de camp Bernardo de Gálvez y Madrid, prendria aquesta ciutat aquest mateix any donant per finalitzada la reconquesta de la Florida per a la Corona d'Espanya. Oficialment es confirmaria la tornada al govern espanyol de les dues Florides en el Tractat de Versalles (1783).